# Université de Lille
De Université de Lille of ULille is een universiteit waarvan de hoofdcampus gevestigd is in de Franse stad Rijsel. Met meer dan 74.000 studenten is het een van de grootste Franse universiteiten en een van de grootste Franstalige universiteiten ter wereld. Zij mag niet worden verward met de Katholieke Universiteit Rijsel.
Met 66 onderzoekslaboratoria, 350 ondersteunde doctoraalscripties per jaar en 3000 wetenschappelijke publicaties per jaar is de instelling goed vertegenwoordigd in de onderzoeksgemeenschap. Ze werkt samen met talrijke organisaties (Pasteur Instituut van Rijsel, CHU Lille Universitair Ziekenhuis, CNRS, INSERM, INRAE, INRIA enz.) en scholen (École Centrale de Lille, École des Mines-Télécom de Lille-Douai (IMT Lille Douai), Sciences Po Lille enz.)

## Geschiedenis
De universiteit vindt haar oorsprong in de Universiteit van Dowaai (1559). In 1887 werd deze instelling naar Rijsel overgebracht.
De huidige universiteit ontstond uit de fusie in 2018 van de drie universiteiten Lille 1 Universiteit voor Wetenschap en Technologie, Lille 2 Universiteit voor Gezondheid en Recht, en Charles de Gaulle Universiteit - Lille III.

## Campussen en vestigingen

### Campus Cité Scientifique, Villeneuve-d'Ascq
- Faculteit Wetenschappen en Technologie
- Faculteit Economie en Sociale Wetenschappen
- UFR Geografie
- Departement Onderwijswetenschappen (SEFA)
- École Centrale de Lille
- ENSCL Chimie Lille
- Polytech Lille
- École nationale supérieure Mines-Télécom Lille-Douai
- IUT A

### Campus Santé, Rijsel
- Medische school van Lille
- Faculteit Farmacie
- Faculteit der Tandheelkunde
- Faculteit Ingenieurswetenschappen en Gezondheidszorg

### Campus Pont de Bois, Villeneuve-d'Ascq
- Faculteit Geesteswetenschappen
- Faculteit Historische, Artistieke en Politieke Wetenschappen (SHAP)
- Faculteit Vreemde Talen, Literaturen en Beschavingen (LLCE)
- Faculteit Wiskunde, Informatica, Management en Economie (MIME)
- Faculteit Psychologie
- Faculteit Sociale Ontwikkeling, Onderwijs, Cultuur, Communicatie, Informatie, Documentatie (DECCID)
- Instituut voor Musici Interventies in Scholen

### Campus Moulins, Rijsel
- Faculteit Sportwetenschappen en Lichamelijke Opvoeding (STAPS)
- Faculteit Financiën, Bankwezen, Accountancy (FFBC)
- Faculteit der Rechtswetenschappen; Politieke en Sociale Wetenschappen